# Ben White
Ben White, född 8 oktober 1997, är en engelsk fotbollsspelare (mittback) som spelar för Arsenal.

## Klubblagskarriär

### Brighton & Hove Albion
White inledde sin karriär i Brighton & Hove Albion och proffsdebuterade för klubben den 9 augusti 2016 i en ligacupmatch mot Colchester United.

#### Newport County (lån)
Han tillbringade säsongen 2017/2018 på lån till League Two-klubben Newport County, för vilka han spelade 42 seriematcher. Han spelade också när Newport under två FA-cupmatcher i januari 2018 först besegrade Championship-klubben Leeds United med 2–1, och sedan tvingade Premier League-laget Tottenham Hotspur till omspel efter 1–1 hemma.

#### Peterborough United (lån)
Under hösten 2018 spelade White regelbundet för Brightons U23-lag, och togs ut som avbytare för a-laget i Premier League, dock utan att få speltid. Under våren 2019 var han utlånad till Peterborough United i League One, där han spelade 15 seriematcher.

#### Leeds United (lån)
Den 1 juli 2019 gick White på lån till Leeds United för hela den kommande säsongen. Efter försäljningen av Pontus Jansson fick han debutera i säsongspremiären mot Bristol City den 4 augusti 2019, vilken Leeds vann med 3–1, varvid White hyllades för sin starka insats. Efter att ha hjälpt Leeds att hålla nollan i tre matcher under månaden nominerades White till PFA Fans' Player of the Month för augusti 2019.
White fortsatte att imponera stort under hösten, som en ständigt närvarande och viktig del i vad som ännu i början av december var seriens tätaste försvar, med endast tio insläppta mål på 19 seriematcher. Vid det laget bevakades han redan regelbundet av scouter från olika Premier League-klubbar, i synnerhet Liverpool men även bland andra Manchester United.

### Arsenal
Den 30 juli 2021 värvades White av Arsenal.